# هتل ترانسیلوانیا ۴: تبدیل شدن
هتل ترانسیلوانیا ۴: تبدیل شدن (به انگلیسی: Hotel Transylvania 4: Transformania) یک فیلم کمدی و پویانمایی رایانه‌ای به کارگردانی جنیفر کلوسکا و درک دریمون و به نویسندگی گندی تارتاکوفسکی محصول سال ۲۰۲۲ شرکت سونی پیکچرز انیمیشن و این پویانمایی چهارمین فیلم از سری پویانمایی‌های هتل ترانسیلوانیا است. از صداپیشگان آن می‌توان به برایان هال، اندی سمبرگ، سلنا گومز، برد آبرل، دیوید اسپید، استیو بوشمی، کیگان-مایکل کی، مالی شنون، فرن درشر، مل بروکس و کاترین هان اشاره نمود.
این پویانمایی قرار بود در ۱ اکتبر ۲۰۲۱ منتشر شود اما گروه سینمایی سونی پیکچرز برنامه‌های اکران فیلم را به دلیل افزایش سویه دلتای سارس کووید ۲ در ایالات متحده لغو کرد و حقوق پخش فیلم را به استودیو آمازون به مبلغ ۱۰۰ میلیون دلار فروخت. آمازون آن را به‌طور انحصاری در پرایم ویدئو در ۱۴ ژانویه ۲۰۲۲ در سراسر جهان منتشر می‌کند، به استثنای چین، جایی که سونی اکران تئاتری آن را انجام می‌دهد. این فیلم نقدهای متفاوتی از سوی منتقدان دریافت کرد و برخی پویانمایی آن را تحسین کردند در حالی که دیگران از طرح داستان انتقاد کردند.

## داستان
در طول جشن صد و بیست و پنجمین سالگرد هتل ترانسیلوانیا، میویس از برنامه‌های دراکولا برای بازنشستگی و واگذاری هتل به او و جانی خبر می‌دهد. او به جانی می‌گوید که قصد دارد هتل را بازسازی کند و او با هیجان این را به دراکولا می‌گوید. دراکولا که نگران خراب‌کردن هتل توسط جانی است، به او دروغ می‌گوید که یک نوع «قانون املاک و مستغلات هیولا» وجود دارد که فقط به هیولاها اجازه می‌دهد صاحب هتل شوند و جانی را ناامید می‌کند.
ون هلسینگ تصمیم می‌گیرد با استفاده از اشعه‌ای که انسان‌ها را به هیولا تبدیل می‌کند به جانی کمک کند. پس از آزمایش آن بر روی خوکچه هندی خود، جیجی، از آن بر روی جانی استفاده می‌کند که به هیولایی شبیه اژدها تبدیل می‌شود. دراکولا با یادگیری در مورد جانیِ هیولا، سعی می‌کند او را به حالت عادی برگرداند، اما به‌طور تصادفی خود را به یک انسان تبدیل می‌کند و کریستال اشعه را می‌شکند. ون هلسینگ به دراکولا و جانی می‌گوید که آنها هنوز هم می‌توانند با بدست آوردن یک کریستال جدید که در غار انعکاس در آمریکای جنوبی قرار دارد، خود را به حالت عادی برگردانند، بنابراین دراکولا و جانی شروع به انجام این کار می‌کنند.
دوستان دراکولا، فرانک، وین، گریفین و موری نیز در نتیجه نوشیدن از چشمه‌ای که توسط اشعه آلوده شده بود، به انسان تبدیل می‌شوند. میویس و اریکا پس از اطلاع از محل اختفای دراکولا و جانی با ون هلسینگ روبرو می‌شوند، اما او در مورد تأثیرات پرتو به آنها هشدار می‌دهد، زیرا انسان‌هایی که تبدیل به هیولا می‌شوند به جهش خود ادامه می‌دهند با گذشت زمان خصمانه‌تر می‌شوند. بقیه گروه با در نظر گرفتن این موضوع به آمریکای جنوبی می‌رود تا دراکولا و جانی را پیدا کند.
در حین سفر در جنگل‌های آمریکای جنوبی، دراکولا و جانی شروع به پیوند می‌کنند و دراکولا در نهایت شروع به اعتراف می‌کند که در مورد قانون املاک و مستغلات هیولا دروغ گفته‌است، اما بقیه اعضای گروه آنها را پیدا می‌کنند. وقتی دراکولا فریب خود را در مورد عبور از هتل به میویس و جانی اعتراف می‌کند، اوضاع خراب می‌شود. این باعث می‌شود جانیِ ناراحت فکر کند که دراکولا او را خانواده نمی‌داند و پیش از فرار بیشتر جهش می‌کند.
میویس می‌رود تا جانی را پیدا کند در حالی که دراکولا و بقیه گروه به غار رفلکسیون می‌روند. میویس جانی را پیدا می‌کند، اما این دگرگونی او را بسیار بی‌ثبات کرده‌است. وی او را به غار رفلکسیون هدایت می‌کند، جایی که در نهایت کریستال را پیدا می‌کنند. وقتی میویس سعی می‌کند جانی را به حالت عادی برگرداند، به دلیل دیوانگی بیش از حد او هیچ اتفاقی نمی‌افتد. دراکولا در ناامیدی به خود اجازه می‌دهد اسیر جانی شود و در مورد اینکه چقدر در مورد جانی اشتباه می‌کرد و چگونه بهترین چیزها را در او می‌بیند، پشیمان‌آمیز می‌شود و در نهایت او را به عنوان خانواده می‌شناسد. این کار جانی را به هوش می‌آورد و او به شکل انسانی بازمی‌گردد.
با بازگشت دراکولا و دوستانش به حالت عادی، آنها به خانه برمی‌گردند و متوجه می‌شوند که هتل توسط جیجی ویران شده‌است. دراکولا پس از بازگشت جیجی به حالت عادی از خسارت‌های وارده شده به هتل ابراز تاسف می‌کند. او به زودی تصمیم می‌گیرد به میویس و جانی اجازه دهد هتل را مطابق میل خود بازسازی کنند.
یک سال بعد، میویس و جانی به دراکولا هتل ترانسیلوانیای جدید را نشان می‌دهند و او برای لذت بردن از آن داخل می‌شود.

## شخصیت‌ها
- اندی سمبرگ در نقش جاناتان «جانی» لوگرن (Jonathan "Johnny" Loughran)، شوهر میویس، داماد دراکولا، داماد اریکا و پدر دنیس[۳]
- سلنا گومز در نقش میویس دراکولا (Mavis Dracula)، همسر جانی، دختر دراکولا، دخترخوانده اریکا و مادر دنیس[۳]
  - ویکتوریا گومز صداپیشگی یک میویسِ جوان را بر عهده دارد
- کاترین هان در نقش اریکا ون هلسینگ (Ericka Van Helsing)، همسر دراکولا، نامادری میویس، نامادری بزرگ دنیس و نوهٔ آبراهام ون هلسینگ[۳]
- جیم گافیگان در نقش پروفسور آبراهام ون هلسینگ، شکارچی هیولاهای سابق، دشمن سابق دراکولا و پدربزرگ همسر او اریکا که «اشعهٔ هیولاسازی» را اختراع کرد[۳]
- استیو بوشمی در نقش وِین (Wayne)، گرگینه و شوهر واندا[۳]
- مولی شنون در نقش واندا، گرگینه و همسر وین[۳]
- دیوید اسپید در نقش گریفین، مردی نامرئی[۳]
- کیگان-مایکل کی در نقش موری، یک مومیایی باستانی[۳]
- برایان هال در نقش کنت «دِرَک» دراکولا، بنیانگذار هتل ترانسیلوانیا و پدر میویس، پدر شوهر جانی، پدربزرگ مادری دنیس و شوهر اریکا. صداپیشگی او در اصل توسط آدام سندلر در سه فیلم اول انجام شد[۴][۳]
- فران درشر در نقش یونیس، همسر فرانکنشتاین[۳]
- برد آبرل در نقش فرانکنشتاین، شوهر یونیس. صداپیشگی او در ابتدا توسط کوین جیمز در سه فیلم اول انجام شد[۵]
- آشر بلینکف در نقش دنیس، پسر دمفیر جانی و میویس، نوه بزرگ ولاد، نوه ناتنی اریکا و نوه دراکولا[۳]
- زوئی بری در نقش وینی، گرگینه‌ای که دختر وین و واندا و دوست دنیس است. صداپیشگی او در ابتدا توسط سدی سندلر در سه فیلم اول انجام شد
- آشر بیشاپ در نقش وسلی، گرگینه‌ای که پسر وین و واندا است
- تایلر «نینجا» بلوینز در نقش هیولای مهمانی[۶]
- گندی تارتاکوفسکی در نقش بلوبی، یک هیولای حباب سبز
- ویکتوریا گومز در نقش ویلما، گرگینه‌ای که دختر وین و واندا است
- جنیفر کلوسکا در نقش وندی، گرگینه‌ای که دختر وین و واندا است
- درک درایمون در نقش یک زامبی که برای مدت کوتاهی به انسان تبدیل شد
- علاوه بر این آرون لاپلانت در نقش‌های خلبان گرملین و مهماندار گرملین؛ ملیسا استورم در نقش‌های هیولای ایربگ؛ صدا در تلفن؛ کلوئی مالیس در نقش گوینده زن؛ اسکات آندروود در نقش گوینده مرد؛ میشل مردوکا در نقش جادوگر و ویل تاونسند در نقش زامبی ظاهر می‌شوند.

## بازخورد
در وبگاه جمع‌آوری نقد راتن تومیتوز، ٪۵۰ از ۷۶ بررسی منتقدان مثبت است و میانگینِ امتیاز آن ۵٫۲/۱۰ است. اجماع این وبگاه چنین می‌نویسد: «هتل ترانسیلوانیا ۴ تقریباً مانند فیلم‌های سه‌گانهٔ پیشین، یک فیلم متوسط خانوادگی است که نسبتاً بدون درد، اما در کل بی‌الهام به نظر می‌رسد.» این فیلم در متاکریتیک که از میانگین وزنی استفاده می‌کند، بر اساس نظر ۱۵ منتقدین امتیاز ۴۶ از ۱۰۰ را کسب کرده که نشان‌گر «نقدهای مختلط یا متوسط» است.